# العلاقات الدنماركية اليمنية
العلاقات الدنماركية اليمنية هي العلاقات الثنائية التي تجمع بين الدنمارك واليمن.

## مقارنة بين البلدين
هذه مقارنة عامة ومرجعية للدولتين:
| وجه المقارنة                                              | الدنمارك                                                     | اليمن                   |
| --------------------------------------------------------- | ------------------------------------------------------------ | ----------------------- |
| المساحة (كم2)                                             | 42.92 ألف                                                    | 555.00 ألف              |
| عدد السكان (نسمة)                                         | 5.79 مليون                                                   | 28.25 مليون             |
| الكثافة السكانية (ن./كم²)                                 | 134.9                                                        | 50.9                    |
| العاصمة                                                   | كوبنهاغن                                                     | صنعاء عدن (عاصمة مؤقتة) |
| اللغة الرسمية                                             | اللغة الدنماركية                                             | اللغة العربية           |
| العملة                                                    | كرونة دنماركية                                               | ريال يمني               |
| الناتج المحلي الإجمالي (بليون دولار)                      | 324.87 مليار                                                 | 18.21 مليار             |
| الناتج المحلي الإجمالي (تعادل القوة الشرائية) بليون دولار | 278.61 مليار                                                 | 75.69 مليار             |
| الناتج المحلي الإجمالي الاسمي للفرد دولار أمريكي          | 51.99 ألف                                                    | 1.41 ألف                |
| الناتج المحلي الإجمالي للفرد دولار أمريكي                 | 45.54 ألف                                                    |                         |
| مؤشر التنمية البشرية                                      | 0.900                                                        | 0.498                   |
| رمز المكالمات الدولي                                      | +45                                                          | +967                    |
| رمز الإنترنت                                              | .dk                                                          | .ye                     |
| المنطقة الزمنية                                           | توقيت وسط أوروبا، ت ع م+02:00، ت ع م+01:00، أوروبا/كوبنهاجن ‏ | ت ع م+03:00             |

## منظمات دولية مشتركة
يشترك البلدان في عضوية مجموعة من المنظمات الدولية، منها:
| علم المنظمة | اسم المنظمة                               | تاريخ انضمام الدنمارك | تاريخ انضمام اليمن |
| ----------- | ----------------------------------------- | --------------------- | ------------------ |
|             | مؤسسة التنمية الدولية                     | 30 نوفمبر 1960        | 22 مايو 1970       |
|             | الأمم المتحدة                             | 24 أكتوبر 1945        | 30 سبتمبر 1947     |
|             | منظمة الشرطة الجنائية الدولية             | ?                     | ?                  |
|             | المركز الدولي لتسوية المنازعات الاستشارية | 24 مايو 1968          | 20 نوفمبر 2004     |
|             | الاتحاد الدولي للاتصالات                  | 1866                  | 1931               |
|             | البنك الدولي للإنشاء والتعمير             | 30 نوفمبر 1960        | 3 أكتوبر 1969      |
|             | الاتحاد البريدي العالمي                   | ?                     | ?                  |
|             | منظمة حظر الأسلحة الكيميائية              | ?                     | ?                  |
|             | مؤسسة التمويل الدولية                     | 20 يوليو 1956         | 22 مايو 1970       |
|             | وكالة ضمان الاستثمار متعدد الأطراف        | 12 أبريل 1988         | 12 مارس 1996       |
|             | يونسكو                                    | 4 نوفمبر 1946         | 2 أبريل 1962       |

## أعلام
هذه قائمة لبعض الشخصيات التي تربطها علاقات بالبلدين:
- هانز كلينغنبيرغ (دبلوماسي دنماركي، 11 يناير 1946 – )

## وصلات خارجية
- موقع وزارة الخارجية الدنماركية